# Quasicyclotosaurus campi
Il quasiciclotosauro (Quasicyclotosaurus campi) è un anfibio estinto, appartenente ai temnospondili. Visse nel Triassico medio (Anisico, circa 244 milioni di anni fa) e i suoi resti fossili sono stati ritrovati in Nordamerica.

## Descrizione
Questo animale doveva essere molto simile al ben più noto Cyclotosaurus: come quest'ultimo, doveva possedere un grande corpo simile a quello di una salamandra e un capo piatto e allargato. La testa di Quasicyclotosaurus era piuttosto corta e larga, e si differenziava da quella di Cyclotosaurus e di altre forme simili per alcune caratteristiche uniche, come il basicranio molto corto, una finestra palatale anteriore separata medialmente, e un ramo palatino dello pterigoide allungato anteriormente e robusto.

## Classificazione
Quasicyclotosaurus campi venne descritto per la prima volta nel 2000 da Schoch, sulla base di resti fossili ritrovati nella formazione Moenkopi in Arizona. Altri anfibi fossili rinvenuti nella medesima formazione sono Stanocephalosaurus ed Eocyclotosaurus. 
Quasicyclotosaurus è un rappresentante dei capitosauridi, un gruppo di anfibi temnospondili di grandi dimensioni, caratterizzati dal notevole sviluppo cranico. In particolare, sembra che Quasicyclotosaurus fosse un rappresentante relativamente basale di questo gruppo, e che fosse strettamente imparentato con Eocyclotosaurus, il quale però aveva un muso molto più allungato.